# Monte Politri
Monte Politri (Bric Rosso) – szczyt górski w Alpach Kotyjskich w Piemoncie. Ma wysokość 3026 m n.p.m.

## Charakterystyka
Góra położona jest pomiędzy dwoma dolinami Valle del Chisone na północy, oraz Valle Germanasca na południu. W pobliżu znajdują się dwa szczyty
Fea Nera (na zachodzie) oraz Truc Cialabrie (na wschodzie). Administracyjnie leży na obszarze dwóch gmin:
- gminy Massello (południowa część)
- gminy Fenestrelle (północna część).

W słoneczny dzień ze szczytu można dostrzec zachodnie Alpy.

## Wejście na szczyt
Najczęściej wybierana droga zaczyna się na Colle dell'Albergian, jednak istnieją jeszcze dwie drogi:
- pierwsza rozpoczyna się w Balsiglia (Valle Germanasca)
- druga rozpoczyna się w Laux (Valle del Chisone)